# Zhuanxu

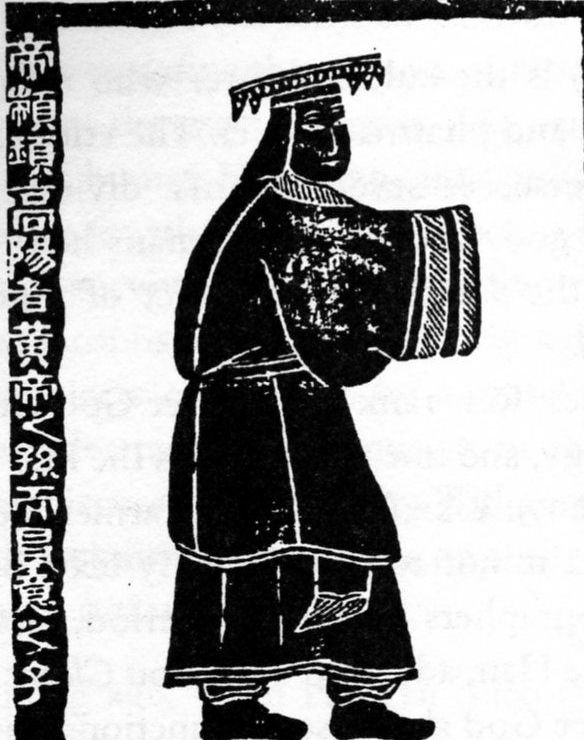
Zhuanxu. Väggmålning från Handynastin.

Zhuanxu eller Gaoyao var i kinesisk mytologi den siste av de fem kejsarna i kinesisk förhistoria som efterträdde de första tre suveräna kejsarna.
Gaoyao betraktades som en vis domare och brukar få personifiera rättvisan. Hans maskot var den kinesiska motsvarigheten till enhörningen - en blandning av rådjur, oxe och häst försed med ett horn.